# كين غيليسبي
كين غيليسبي (بالإنجليزية: Kenneth James Gillespie) هو ضابط أسترالي، ولد في 28 يونيو 1952 في بريزبان في أستراليا.